# Burg Kasthub
Die Burg Kasthub, auch Kastlhub oder Heimburg genannt, ist eine abgegangene Spornburg auf dem 690 m ü. NHN hohen Schlossberg beim Gemeindeteil Reichersdorf der Gemeinde Irschenberg im Landkreis Miesbach in Bayern. Die Anlage wird als Bodendenkmal unter der Aktennummer D-1-8137-0004 als „Burgstall des hohen Mittelalters (‚Heimburg‘)“ geführt. 
Als Besitzer der vermutlich im 13. Jahrhundert erbauten Burg werden die Wittelsbacher genannt. 
Von der ehemaligen Burganlage mit einer von der Vorburg durch einen Halsgraben getrennten etwa 50 Meter langen Kernburg und vier Abschnittsgräben sind noch deutliche Wall- und Grabenreste erhalten.